# Plankton Invasion
Plankton Invasion est une série télévisée d'animation en 3D en 78 épisodes de sept minutes produite par TeamTO, Vivi Film et Tinkertree et diffusée depuis le 5 novembre 2011 sur Canal+ Family et Canal+.
La série d'animation traite du sujet sérieux du dérèglement climatique, par le biais détourné de la comédie.

## Synopsis
Ils sont des milliards et ils veulent plus d'espace, donc plus d'eau. Le plancton, minuscules créatures marines à l'énorme complexe de Napoléon, a décidé de conquérir la planète ! Une équipe de trois planctons est envoyée sur la terre ferme pour rétablir la suprématie de leur espèce, par tous les moyens – sauf qu'ils ne sont pas très malins, pas très bien informés, pas très organisés, et surtout… pas très grands. Leur mission : réchauffer la planète, faire fondre la glace polaire, inonder les terres et… dominer le monde ! Un vrai challenge, à l'échelle « planctonique » !

## Fiche technique
- Une coproduction : TeamTO, Vivi Film et Tinkertree
- Distribution internationale : Cake Entertainment
- Avec la participation de Canal+ Family, Canal+ et Télétoon+
- Créé par : Joeri Christiaen
- Bible littéraire : Joeri Christiaen et Frédéric Lenoir
- Bible graphique : Joeri Christiaen
- Réalisé par : Joeri Christiaen, Franz Kirchner, Rémi Godin, Alexis Beaumont, Stéphane Mit, Olivier Derynck, Lionel Allaix, Chloé Miller, Dominique Monféry, Fabrice Senia, Alban Lelièvre, Alexandre Henri, Sébastien Pribile
- Direction d'écriture : Thierry Gaudin, Guillaume Enard et Cyril Tysz
- Musique : Franck Roussel et Nicolas Richard
- Studio d'enregistrement Voix : Piste Rouge
- Laboratoire Vidéo : Rive Gauche Broadcast

## Personnages
Capitaine John C. Star, le vétéran : John C. Star était le plus grand combattant que le plancton ait jamais connu. Mais devenu une étoile de mer adulte, il a pris sa retraite. Obnubilé par ses souvenirs, il regrette sa vie de légende : la lutte, l’adrénaline et son statut de héros. Rappelé par le Commandeur Médusa pour conduire l’Opération « Réchauffement Climatique », l’heure de son comeback a sonné ! En plus de son expérience militaire, le Capitaine a une véritable passion pour le feu et les explosions. Il a toujours des allumettes sur lui, son arme fétiche. Il est amoureux de Anna Médusa, ce qui est réciproque.
Docteur Anna Medusa, la princesse rebelle : Fille du Commandeur Médusa, elle est brillante, enfin… à échelle planktonique ! Fascinée par l’univers terrestre, elle a accepté de se joindre à l’opération « Réchauffement Climatique » pour découvrir le monde. Elle a souvent une approche « expérimentale » des problèmes, qui peut parfois s’avérer désastreuse. Surtout pour le Capitaine. Anna brille dans le noir et peut se rendre transparente comme la plupart des méduses. Elle peut aussi endormir les plus grandes créatures d’un simple contact de ses tentacules, enduits d’un puissant poison anesthésique. Elle est amoureuse de John C. Star, ce qui est réciproque.
Sergent Poulpo Kalamarez, agent de communication : Poulpo est expert en technologies et télécommunications. Un vrai geek ! Il compense son manque de courage et de jugeote par un tempérament enthousiaste. Poulpo ne se déplace jamais sans son « Coquiphone » : un téléphone portable qui lui permet de se connecter à Internet, de passer des communications longue distance, et de recevoir des instructions du Commandeur. Quand il a peur, il crache une encre noire et collante. Traditionnellement, les calamars sont des guerriers d’élite. Malheureusement, le sergent Kalamarez n’a hérité d’aucune des qualités de ses ancêtres : il n’est ni grand, ni fort, ni féroce. Il a une admiration sans limite pour le capitaine John C Star.
Commandeur Medusa, chef suprême : C’est le père d’Anna. Quand François Médusa était petit, il était fasciné par la terre ferme. Il aurait pu devenir un grand scientifique. Mais à l’adolescence, son rêve s’est effondré. Ses tentacules, autrefois petits et robustes, sont devenus de plus en plus longs et mous, le privant progressivement de la possibilité de marcher. Sa frustration se transforma en colère. Il abandonna la science pour s’essayer à la politique et gravit rapidement les échelons du pouvoir. Aujourd’hui, c’est un dictateur impitoyable qui a pour seul objectif d’inonder la terre ferme. Aussi vite que possible.

## Épisodes
1. Opération Tempête des sables
2. Opération 3 Planktons dans le vent
3. Opération Méthane
4. Opération Drapeau ennemi
5. Opération Coup de bambou
6. Opération Pour un degré de plus
7. Opération Boule jaune qui chauffe
8. Opération Glacière
9. Opération Le Temps de la réflexion
10. Opération Arbre à pile
11. Opération Le Crépuscule des barbecues
12. Opération Trou normand
13. Opération Rencontre d'un autre type
14. Opération Moules farcies
15. Opération Sun of the beach
16. Opération La prise du club Biquet
17. Opération Kraken
18. Opération Albédo
19. Opération Eaux contaminées
20. Opération Poulpo se fait pincer
21. Opération L'incroyable Hulkalamarez
22. Opération Bombe aérosol
23. Opération Plastik mustangs
24. Opération Décollage immédiat
25. Opération La grande évasion
26. Opération Robot Ko-Toy
27. Opération L'enfer du solaire
28. Opération Moral des troupes
29. Opération Phytoplancton
30. Opération No Dodo
31. Opération Soins du corps et biocarburant
32. Opération Peur sur Oostduinkerke
33. Opération Voix d'ange
34. Opération Pulpo fait pschiiiit
35. Opération Vroum vroum
36. Opération Il faut sauver le soldat allié
37. Opération Laissez brûler les petits papiers
38. Opération Armaplankton
39. Opération Planktop gun
40. Opération Blackout
41. Opération Les dents sous la mer
42. Opération Danger immédiat
43. Opération Star junior
44. Opération Clim de guerre
45. Opération La communauté de Poulpo
46. Opération Dependance day
47. Opération Les insectes attaquent
48. Opération Jeep impact
49. Opération L'attaque du Kyoto express
50. Opération Planktoculture
51. Opération Les aventuriers de la décharge perdue
52. Opération Plastique
53. Opération Bien huilée
54. Opération Mortal morue
55. Opération Terreur des marées
56. Opération Crustacé blindé
57. Opération La victoire ou la banquise
58. Opération Bad tri
59. Opération Bigorneau limit
60. Opération Raz de marée
61. Opération Territoire ennemi
62. Opération Mer promise
63. Opération Plankton show
64. Opération Peur sur la pompe
65. Opération Poulponator
66. Opération Planktocalypse now
67. Opération Écran total
68. Opération Poulpocop
69. Opération Giboulée
70. Opération Planktrix
71. Opération Corail rétif
72. Opération Plankton impossible
73. Opération Calamar zélé
74. Opération CO² dans les abysses
75. Opération Gaz toxique
76. Opération A la rencontre de la nouvelle Star
77. Opération Chassez le bio
78. Opération Anna forever

## Une production «écologique»
Pour la première fois, l’organisation mondiale UNESCO soutient une série d’animation. En lui décernant le label de la « Décennie des Nations Unies pour l’Éducation en vue du Développement Durable », l’UNESCO reconnait la démarche pédagogique engagée par la série,.
Par ailleurs, Plankton Invasion adhère à la démarche ECOPROD, projet collectif visant à réduire l'impact de la production audiovisuelle sur l'environnement,.
ECOPROD a permis de mesurer l’impact carbone des épisodes de la série, une première dans le milieu de l’animation. Cette « empreinte carbone » est indiquée dans le générique de la série.

## Nominations et récompenses
- 2012 : Nommé pour le Pulcinella Award dans la catégorie « Best TV Series for Teens » au festival Cartoons on the Bay, Italie.